# TUE Série 3000 (CPTM)
O TUE Série 3000 (CPTM) é um trem unidade elétrico pertencente a frota do Trem Metropolitano de São Paulo.

## História

### Projeto e construção
Em 1973 a Fepasa contratou as empresas Engevix e Sofrerail para elaborar um plano de remodelação dos subúrbios. O plano consistia na reconstrução de estações, pátios e aquisição de nova frota. Iniciado em 1977, o plano de remodelação foi sendo atrasado por problemas econômicos, de forma que 20 anos depois, apenas metade do mesmo havia sido realizado. As linhas da FEPASA foram repassadas para a CPTM em 1996. A Linha Sul possuía poucas estações e a frota fabricada para operar nela (5500/5550) se tornou obsoleta após 20 anos de operação. 
A CPTM realizou a licitação internacional nº 114/1994. Financiada pelo BID, prevendo a aquisição de uma frota de 10 trens unidade elétricos de 4 carros. O contrato foi vencido pelas empresas Siemens AG/Simmering-Graz-Pauker (SGP) e Mitsui, pelo valor de DM 102.889.234. Por problemas econômicos de governo paulista, o contrato foi congelado. Após os Tumultos na CPTM em 1996, o governo paulista retomou o projeto de remodelação dos subúrbios e contratou as obras faltantes na Linha 9 (ex Linha Sul da Fepasa, incluindo os trens. Assim, o contrato assinado em 1994 só foi efetivado em 4 de julho de 1997, por US$ 70 milhões, prevendo-se a entrega dos trens em 36 meses.
Os trens unidade foram construídos na Alemanha (com peças importadas do Japão) e montados na fábrica da Siemens de Maribor, Eslovênia, sendo a primeira unidade entregue em 10 de novembro de 2000.
O fornecimento dos trens e o contrato terceirizado de manutenção da Série 3000 foram vencidos pela Siemens. A empresa alemã repassou o contrato de manutenção para a empresa MGE. Segundo investigações (que mais tarde resultaram no Escândalo das licitações no transporte público em São Paulo), a aquisição dos trens foi feita por meio de um cartel entre fabricantes de equipamentos ferroviários, enquanto que o contrato de manutenção dessa série foi usado como forma de pagamento de propinas. As investigações de membros do Conselho Administrativo de Defesa Econômica (Cade) e do Ministério Público descobriram que a MGE não realizou os serviços para os quais foi subcontratada. Em julho de 2019, o cade multou 11 empresas e 42 pessoas físicas em R$ 535,1 milhões por conta da formação de cartel.

## Operação
Após operar na Linha 9, as 5 unidades foram realocadas na Linha 7, onde prestaram serviços essenciais. Porém, com a chegada dos novos trens séries 8500 e 9500, acabaram sendo retiradas da Linha Rubi.
No fim de outubro de 2016, uma unidade foi vista fazendo testes na Linha 10-Turquesa, fazendo o Expresso Linha 10 em via exclusiva entre as estações Prefeito Celso Daniel - Santo André, São Caetano do Sul - Prefeito Walter Braido e Tamanduateí. Em 2017, os trens começaram a fazer o trecho Mauá até Brás pela Linha Turquesa, e em abril de 2019, uma unidade prestou serviços no expresso semanal Linha 10+.
Em julho de 2019, devido a um remanejamento de alguns trens da série 7000, colocando a série 2100 para reserva técnica, as composições dessa série passaram a fazer o trajeto completo da Linha 10, entre as estações Brás e Rio Grande da Serra.
Em fevereiro de 2021, todas as composições foram encostadas no abrigo Luz, e em outubro de 2024 foram movidas ao pátio da Lapa, devido à obras no Pátio Luz, onde seguem inoperantes até o momento.

### Entrega dos TUE’s
| Numeração | Data de operação | Linha Atual  |
| --------- | ---------------- | ------------ |
| 3001-3002 | 25/1/2002        | Imobilizados |
| 3003-3004 | 28/12/2001       | Imobilizados |
| 3005-3006 | 27/12/2001       | Imobilizados |
| 3007-3008 | 25/12/2001       | Imobilizados |
| 3009-3010 | 24/12/2001       | Imobilizados |
| 3011-3012 | 24/12/2001       | Imobilizados |
| 3013-3014 | 6/3/2002         | Imobilizados |
| 3015-3016 | 27/12/2001       | Imobilizados |
| 3017-3018 | 24/12/2001       | Imobilizados |
| 3019-3020 | 24/12/2001       | Imobilizados |

- Informações da data de operação retiradas do detalhamento de frota da CPTM[1].

## Na cultura popular
- A fábrica de trens elétricos Frateschi lançou em fevereiro de 2002 o Trem Série 3000 em Escala HO.[18]
- O trem se tornou facilmente reconhecido pelos passageiros por conta do barulho de seu motor durante a partida nas estações, com os usuários afirmando que o som lembrava uma gaita, sanfona ou teclado. Devido a essa característica, o TUE 3000 ganhou o apelido de "trem musical".[carece de fontes?]